# Kabuler Zoo

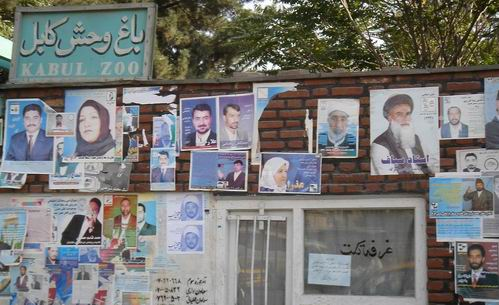
Kabuler Zoo – Außenansicht

Der Kabuler Zoo (persisch باغ وحش کابل Bāgh-e Vahsch-e Kābol) wurde im Jahr 1967 in Kabul (Afghanistan) eröffnet und legte seinen Schwerpunkt auf die inländische Tierwelt.

## Geschichte
Der Zoo wurde 1967 am Ufer des Flusses Kabul großflächig angelegt. Hierfür war von dem damaligen Prinzen Nadir ein Komitee für zoologische Projekte einberufen worden, das in Zusammenarbeit mit der Fakultät für Naturwissenschaften der Universität Kabul sowie dem deutschen Zoologen und späteren Präsidenten der WAZA Gunther Nogge die Aufbauarbeiten leitete.
1972 verfügte der Zoo über 32 Arten von Säugetieren, 85 Vogelarten und vier Spezies von Reptilien. Insgesamt beherbergte der Zoo 417 Tiere, von denen einige von der IUCN auf der Roten Liste gefährdeter Arten geführt wurden. Zu den Geschenken auswärtiger Zoos zählten unter anderem ein Tigerpaar (Kölner Zoo), ein junger weiblicher Asiatischer Elefant (vom indischen Präsidenten Giri), ein Löwen- und Braunbärenpaar (neben weiteren Tieren) (China) sowie der allgemeine Zooliebling Marjan, ein männlicher Löwe (Kölner Zoo).
Von 1974 bis 1975 sowie von 1978 bis 1981 stand der Kabuler Zoo unter der Leitung des Zoodirektors und Professors der Universität Kabul, Ali Agha Nahif. Dieser etablierte 1980 den Bau einer veterinärmedizinischen Abteilung und eines modernen parasitologischen Labors im Kabuler Zoo. Darüber hinaus war er während seiner zwei Amtszeiten maßgeblich für den Aufbau von zeitgemäßen Freigehegen, eines Aquarium-Terrariums (1974), den Ausbau der Vogelsammlung und der Herausgabe der Zeitschrift Kabuler Zoo verantwortlich.
Durch den Bürgerkrieg in den 1990er Jahren wurde der Zoo wesentlich beschädigt, die Tiere wurden weitgehend getötet. Nach 2001 wurde der Zoo wieder teilweise hergerichtet.
Der Zoo litt deutlich an den lang anhaltenden Gefechten im Land. Die Nahrungsmittel der Tiere gingen an die Machthaber, Mudschaheddin erschossen den einzigen Elefanten und die meisten der Wildtiere, um diese zu essen.

## Situation 2010
Der Zoo verfügte 2010 über 36 Fisch- sowie 42 Vogel- und Säugetierarten (darunter das einzige Schwein Afghanistans, ein Geschenk Chinas) und zieht pro Wochenende bis zu zehntausend Besucher an. Er gilt als einer der wenigen Plätze in Kabul, an dem sich Männer und Frauen gemeinsam aufhalten dürfen. Für die Kinder gibt es am Spielplatz ein kleines Riesenrad und eine Schiffsschaukel. Ein beliebtes Motiv für Erinnerungsfotos ist die von China spendierte bronzefarbene Statue eines Löwen.
Die Wiederherstellung und Erweiterung des Zoos wird seit 2001 durch mehrere internationale Organisationen, darunter die World Society for the Protection of Animals, die amerikanische Association of Zoos and Aquariums und der North Carolina Zoo, mit Futter für die Tiere, Medikamenten und tierärztlicher Betreuung unterstützt.
2023 beherbergt der Zoo über 100 Tierarten, darunter 40 Vogelarten.

## Tiere
Zu den Tieren, die im Kabuler Zoo betrachtet werden konnten, zählten 1972 noch seltene Arten wie der Kaspische Tiger, der Schneeleopard, der Manul, die Bengalkatze oder der Bucharahirsch. Hinzu kamen Murmeltiere, die Kropfgazelle, der Luchs, die Streifenhyäne, der Braunbär und der Kragenbär sowie Vogelarten wie Fasane, Papageien, Königshühner, die Rostgans und Flamingos.
2010 lebten im Zoo unter anderem zwei Löwen (ein Geschenk Chinas), einige Braunbären, Affen, Wildschweine, Schakale und diverse Vogelarten.